# Hội đồng Cố vấn Tổng thống
Hội đồng Cố vấn Tổng thống (chữ Anh: Council of Presidential Advisers, viết tắt CPA) là cơ quan do tu chính án hiến pháp Singapore thiết lập vào năm 1991, dùng để trói buộc quyền lực của tổng thống. Căn cứ vào quy định pháp lệnh bầu cử tổng thống Singapore, tổng thống cần phải hỏi xin ý kiến của hội đồng lúc sử dụng thực thi chức quyền nào đó. Trước mắt hội đồng do tám thành viên hội đồng và hai thành viên dự khuyết hợp thành.

## Duyên cách lịch sử
Trong sách trắng được công bố vào năm 1988 về việc tiến cử chế độ bầu cử dân tuyển, họ đề nghị thiết lập một Uỷ ban Trừ bị Bảo vệ Tổng thống (Presidential Committee for the Protection of Reserves) nhằm ngăn cấm tổng thống lạm dụng quyền lực. Sách trắng kiến nghị Uỷ ban Trừ bị do ba đến năm người hợp thành, trong đó một người do chính phủ uỷ nhiệm, một người do Chủ tịch Uỷ ban Dịch vụ công cộng uỷ nhiệm, còn lại thì do tổng thống uỷ nhiệm.
Sách trắng quyển thứ hai năm 1990 công bố, đem Uỷ ban Trừ bị sửa thành Hội đồng Cố vấn Tổng thống, và lại đem số thành viên tăng thêm đến sáu người. Hai người do tổng thống uỷ nhiệm (trong đó một người đảm nhiệm chủ tịch hội đồng), hai người do thủ tướng uỷ nhiệm, hai người khác thì do chủ tịch Uỷ ban Dịch vụ công cộng uỷ nhiệm. Đồng thời, sách trắng quyển thứ hai nêu rõ, lúc tổng thống phê chuẩn hoặc phủ quyết ngân sách của chính phủ, các cơ quan pháp định và công ti quốc doanh, cần phái hỏi xin ý kiến của hội đồng. Lúc kiến nghị của hội đồng trái với quyền phủ quyết do tổng thống thực hiện, quốc hội có thể lật ngược quyền phủ quyết với 2/3 phiếu ủng hộ trở lên.
Cùng năm, trong báo cáo của Uỷ ban Tuyển chọn người hiền tài thuộc Quốc hội nêu ra, lúc tổng thống phủ quyết việc bổ nhiệm công chức, cũng nên phải bàn bạc hỏi cặn kẽ hội đồng. Bởi vì xuất hiện tình huống hội đồng sáu người có khả năng hình thành hai bên ý kiến, mỗi bên có ba người, báo cáo đề nghị đem số người đổi thành 5 người từ 6 người trong sách trắng quyển thứ hai (số người do chủ tịch Uỷ ban Dịch vụ công cộng uỷ nhiệm giảm thành một người). Ngoài ra, báo cáo còn đề nghị đem nhiệm kì của thành viên hội đồng cố định là 6 năm, và lại đem nhiệm kì của thành viên khác nhau luân phiên qua lại, để bảo đảm tính liên tục của hội đồng. Cuối cùng, tu chính án hiến pháp Singapore thông qua năm 1991 cơ bản đã chọn lựa và tiếp nhận kiến nghị của báo cáo Uỷ ban Tuyển chọn người hiền tài.
Tháng 12 năm 1991, Hội đồng Cố vấn Tổng thống khoá I do Lâm Kim Sơn đảm nhiệm chủ tịch chính thức tuyên thệ nhậm chức.
Tu chính án hiến pháp mới năm 1996 quy định, thành viên của Hội đồng Cố vấn Tổng thống từ năm người tăng thêm đến 6 người, một người mới thêm do chánh án Toà Pháp viện Tối cao Singapore uỷ nhiệm. Năm 2001, nhiệm kì của thành viên liên nhiệm từ 6 năm giảm thành 4 năm. Năm 2007, tu chính án hiến pháp mới tăng thêm hai thành viên dự khuyết (Alternate Member).
Năm 2016, Singapore tiến hành cải cách chế độ tổng thống dân tuyển. Trong báo cáo của Uỷ ban Hiến pháp, đề nghị mở rộng quyền lực của Hội đồng Cố vấn Tổng thống, đem số người từ sáu người tăng đến tám người, và đem nhiệm kì liên nhiệm đổi trở lại sáu năm. Trong tám thành viên, tổng thống và thủ tướng mỗi vị uỷ nhiệm 3 người, chánh án Toà Pháp viện Tối cao và chủ tịch Uỷ ban Dịch vụ công cộng thì mỗi vị uỷ nhiệm một người. Ngoài ra, Uỷ ban Hiến pháp còn đề nghị, nếu ý kiến của tám người mỗi bên một nửa, không phân cao thấp, đồng thời chủ tịch hội đồng ủng hộ tổng thống, quốc hội có thể lật ngược quyền phủ quyết của thống thống với 2/3 số phiếu ủng hộ trở lên; tuy nhiên, lúc đa số thành viên hội đồng không ủng hộ tổng thống, quốc hội chỉ cần đa số quyết giản đơn (Simple Majority) lập tức có thể lật ngược quyết định của tổng thống. Cuối cùng, chính phủ đã tiếp nhận kiến nghị của Uỷ ban Hiến pháp về việc mở rộng hội đồng, nhưng mà cự tuyệt cải cách cơ chế về quốc hội lật ngược quyền phủ quyết của tổng thống, cho nên quyết định quyết định duy trì cách làm có từ lúc đầu. Tháng 11 cùng năm, tu chính án hiến pháp được thông qua chính thức.

## Thành viên hội đồng hiện nhiệm
Thành viên hiện nhiệm của Hội đồng Cố vấn Tổng thống bao gồm:
| Tên chữ Trung | Tên chữ Hán-Việt | Tên chữ Anh                  | Chức vụ              | Nhiệm kì                              |
| ------------- | ---------------- | ---------------------------- | -------------------- | ------------------------------------- |
| 张赞成        | Trương Tán Thành | Mr Eddie Teo                 | Chủ tịch             | Tháng 8 năm 2018 đến nay              |
| 丹那巴南      | Đan Na Ba Nam    | S. Dhanabalan                | Thành viên hội đồng  | Tháng 1 năm 2004 đến nay              |
| 吴允燊        | Ngô Doãn Sân     | Mr Goh Joon Seng             | Thành viên hội đồng  | Tháng 1 năm 2008 đến nay              |
| 林子安        | Lâm Tử An        | Mr Lim Chee Onn              | Thành viên hội đồng  | Tháng 4 năm 2017 đến nay              |
| 林子安        | Lâm Tử An        | Mr Lim Chee Onn              | Thành viên dự khuyết | Tháng 1 năm 2008 đến tháng 3 năm 2017 |
| 蔡天宝        | Thái Thiên Bảo   | Mr Chua Thian Poh            | Thành viên hội đồng  | Tháng 1 năm 2019 đến nay              |
| 蔡天宝        | Thái Thiên Bảo   | Mr Chua Thian Poh            | Thành viên dự khuyết | Tháng 4 năm 2017 đến tháng 1 năm 2019 |
| 博林          | Bác Lâm          | Mr Bahren Shaari             | Thành viên hội đồng  | Tháng 1 năm 2020 đến nay              |
| 博林          | Bác Lâm          | Mr Bahren Shaari             | Thành viên dự khuyết | Tháng 4 năm 2017 đến tháng 1 năm 2020 |
| 蔡淑君        | Thái Thục Quân   | Ms Chua Sock Koong           | Thành viên hội đồng  | Tháng 1 năm 2020 đến nay              |
| 蔡淑君        | Thái Thục Quân   | Ms Chua Sock Koong           | Thành viên dự khuyết | Tháng 1 năm 2019 đến tháng 1 năm 2020 |
| 沈明媚        | Thẩm Minh Mị     | Mrs Mildred Tan-Sim Beng Mei | Thành viên dự khuyết | Tháng 1 năm 2020 đến nay              |
| 颜少奇        | Nhan Thiếu Kì    | Mr Gan Seow Kee              | Thành viên dự khuyết | Tháng 1 năm 2020 đến nay              |
| 佘林发        | Xà Lâm Phát      | Mr Peter Seah Lim Huat       | Thành viên hội đồng  | Tháng 1 năm 2021 đến nay              |